# Hilary Duff: Live at Gibson Amphitheatre - August 15th 2007
Hilary Duff: Live At Gibson Amphitheatre - August 15th, 2007 è il secondo concerto musicale registrato di Hilary Duff ad essere pubblicato. Pubblicato l'8 giugno 2010 per il solo mercato digitale statunitense, contiene un concerto del Dignity Tour, tenutosi il 15 agosto 2007 al Gibson Amphiteatre di Los Angeles (CA), con più di venti esibizioni live. Dopo quasi 3 anni, la Hollywood Records, ex casa discografica della Duff, ha finalmente pubblicato in digitale il concerto completo del Dignity Tour grazie alle numerose richieste di pubblicazione, pur non avendo più Hilary Duff sotto contratto.

## Il concerto
Il filmato, che dura quasi un'ora e mezza, non contiene l'intero concerto, poiché la Hollywood Records non possedeva i diritti per la pubblicazione su alcune canzoni interpretate dalla cantante. Ad ogni modo, nello spettacolo sono presenti le esibizioni di tutti i suoi successi, come Reach Out, With Love, Wake Up, Beat of My Heart, Fly e So Yesterday. Nel corso del concerto, ci sono sei cambi d'abito di Hilary Duff, nuove coreografie eseguite dalla cantante con ballerini professionisti, numerosi effetti speciali, diversi schermi giganti e particolari luci e laser. I critici lo hanno definito il miglior tour della cantante, per l'energia e la dinamicità, risultando il tour più apprezzato del 2007, insieme a quello del collega Justin Timberlake, FutureSex/LoveShow.

## Setlist

### Atto 1
1. Intro
2. Play with Fire
3. Danger
4. Come Clean
5. The Getaway

### Atto 2
1. Dignity
2. Gypsy Woman

### Atto 3
1. Someone's Watching Over Me

### Atto 4
1. Beat of My Heart
2. Our Lips Are Sealed
3. Why Not
4. So Yesterday

### Atto 5
1. With Love
2. Never Stop
3. Wake Up
4. I Wish
5. Love is a Battlefield
6. Outside of You

### Atto 6
1. Fly
2. Happy
3. Dreamer
4. Backup Intros And Band Jam

### Atto 7
1. Reach Out
2. Stranger